# Cymbaloporinae
Cymbaloporinae es una subfamilia de foraminíferos bentónicos de la familia Cymbaloporidae, de la superfamilia Planorbulinoidea, del suborden Rotaliina y del orden Rotaliida. Su rango cronoestratigráfico abarca desde el Cenomaniense (Cretácico superior) hasta la Actualidad.

## Clasificación
Cymbaloporinae incluye a los siguientes géneros:
- Archaecyclus †
- Cymbalopora †
- Cymbaloporella
- Cymbaloporetta
- Millettiana
- Pyropilus

Otro género considerado en Cymbaloporinae es:
- Pseudotretomphalus, aceptado como Cymbaloporetta